# Коэн, Ашер
Ашер Коэн (ивр. אשר כהן‎, род. 1950-е) — израильский психолог. 14-й президент Еврейского университета в Иерусалиме с 1 сентября 2017 года и возглавляет университетскую кафедру психологии имени Сэмюэля Стурмана.

## Биография
Ашер Коэн окончил Еврейский университет в Иерусалиме со степенью бакалавра искусств по экономике и степенью магистра психологии. Окончил докторантуру и постдокторантуру в Орегонском университете.

## Научная карьера
Коэн был старшим преподавателем и доцентом Университета Индианы.
Коэн вернулся в начале 1990-х годов на кафедру психологии Еврейского университета, на факультет социальных наук. С 2008 по 2012 год был заведующим кафедрой психологии университета. С 2012 по 2017 год Коэн был ректором Еврейского университета.
Коэн стал 14-м президентом Еврейского университета в Иерусалиме с 1 сентября 2017 года, сменив Менахема Бен-Сасона, который был президентом университета в течение восьми лет. Он возглавляет университетскую кафедру психологии имени Сэмюэля Стурмана.